# John Bryan Ward-Perkins
John Bryan Ward-Perkins (Bromley, 3 febbraio 1912 – Cirencester, 28 maggio 1981) è stato un archeologo e storico dell'architettura britannico specializzato sul mondo classico. Fu preside della Scuola britannica a Roma.

## Biografia
Nacque primogenito da Winifred Mary Hickman e Bryan Ward-Perkins, funzionario britannico in India. Ward-Perkins frequentò la Winchester School (Scuola di Winchester) e il New College di Oxford, laureandosi nel 1934. Gli fu assegnata una borsa di viaggio "Craven" dal Magdalen College, per studiare archeologia in Gran Bretagna e Francia. Tra il 1936 e il 1939 lavorò come assistente di Mortimer Wheeler al Museo di Londra, e scrisse un catalogo delle collezioni del museo. Nel corso di questi anni, Ward-Perkins venne coinvolto nello scavo di una villa romana nei pressi di Welwyn Garden City. Nel 1939 divenne presidente di archeologia presso l'Università di Malta.
Durante la seconda guerra mondiale Ward-Perkins prestò servizio militare nella Royal Artillery in Nord Africa, venendogli assegnata la protezione dei siti di Leptis Magna e Sabrata. In questo periodo maturò una profonda conoscenza della Tripolitania e delle sue rovine romane. Durante il conflitto fu nominato vicedirettore della task force alleata Monuments, Fine Arts, and Archives per l'Italia.
Si sposò nel 1943 con Margaret Sheilah Long, figlia di Henry William Long, un tenente colonnello nel Royal Army Medical Corps. Insieme ebbero tre figli e una figlia.

## Pubblicazioni
- The Inscriptions of Roman Tripolitania (coautore), 1948 circa;
- The Shrine of St. Peter and the Vatican excavations, Londra 1956;
- Veii. The Historical Topography of the Ancient City (coautore), 1961 (paper della British School at Rome, XXIX);
- The Ager Veientinus, North and East of Rome (coautore), 1968 (paper della British School at Rome, XXXVI);
- Etruscan and Roman Architecture (coautore), Harmondsworth 1970;
- Cities of Ancient Greece and Italy: Planning in Classical Antiquity, New York 1974;
- Architettura romana, Milano 1974.
- Collaborò all'edizione della History of the Provinces of the Roman Empire, di cui sono usciti 2 volumi a Londra, pubblicati nel 1967 e nel 1969.